# Архидам I
Архидам I (др.-греч. Ἀρχίδᾱμος, ион.-атт. Ἀρχίδημος, Архидем) — царь Спарты, 12-й в династии Еврипонтидов. Был сыном Анаксидама. Преемником Архидама I на спартанском престоле был Агасикл.